# Quinsac (Gironde)
Quinsac ist eine französische Gemeinde mit 2216 Einwohnern (Stand 1. Januar 2022) im Kanton Créon im Arrondissement Bordeaux im Département Gironde in der Region Nouvelle-Aquitaine.

## Bevölkerungsentwicklung
| Jahr                       | 1962 | 1968 | 1975 | 1982 | 1990 | 1999 | 2007 | 2017 |
| Einwohner                  | 1239 | 1422 | 1527 | 1829 | 1866 | 1764 | 1950 | 2189 |
| Quellen: Cassini und INSEE |      |      |      |      |      |      |      |      |

## Wirtschaft
Die landwirtschaftliche Haupterwerbsquelle ist der Weinbau, denn Quinsac befindet sich in den „Premières Côtes de Bordeaux“, wo hochwertige Weine erzeugt werden. Quinsac gilt als die Hauptstadt des Clairet, eines dort entwickelten und angebauten Roséweins.

## Verkehr
Das Dorf liegt am rechten Ufer der Garonne, etwa sieben Kilometer von der Umgehungsstraße von Bordeaux entfernt. Man erreicht es von Bordeaux aus in Richtung Paris über die erste Ausfahrt nach der Brücke „François Mitterrand“.

## Baudenkmäler
Siehe: Liste der Monuments historiques in Quinsac (Gironde)

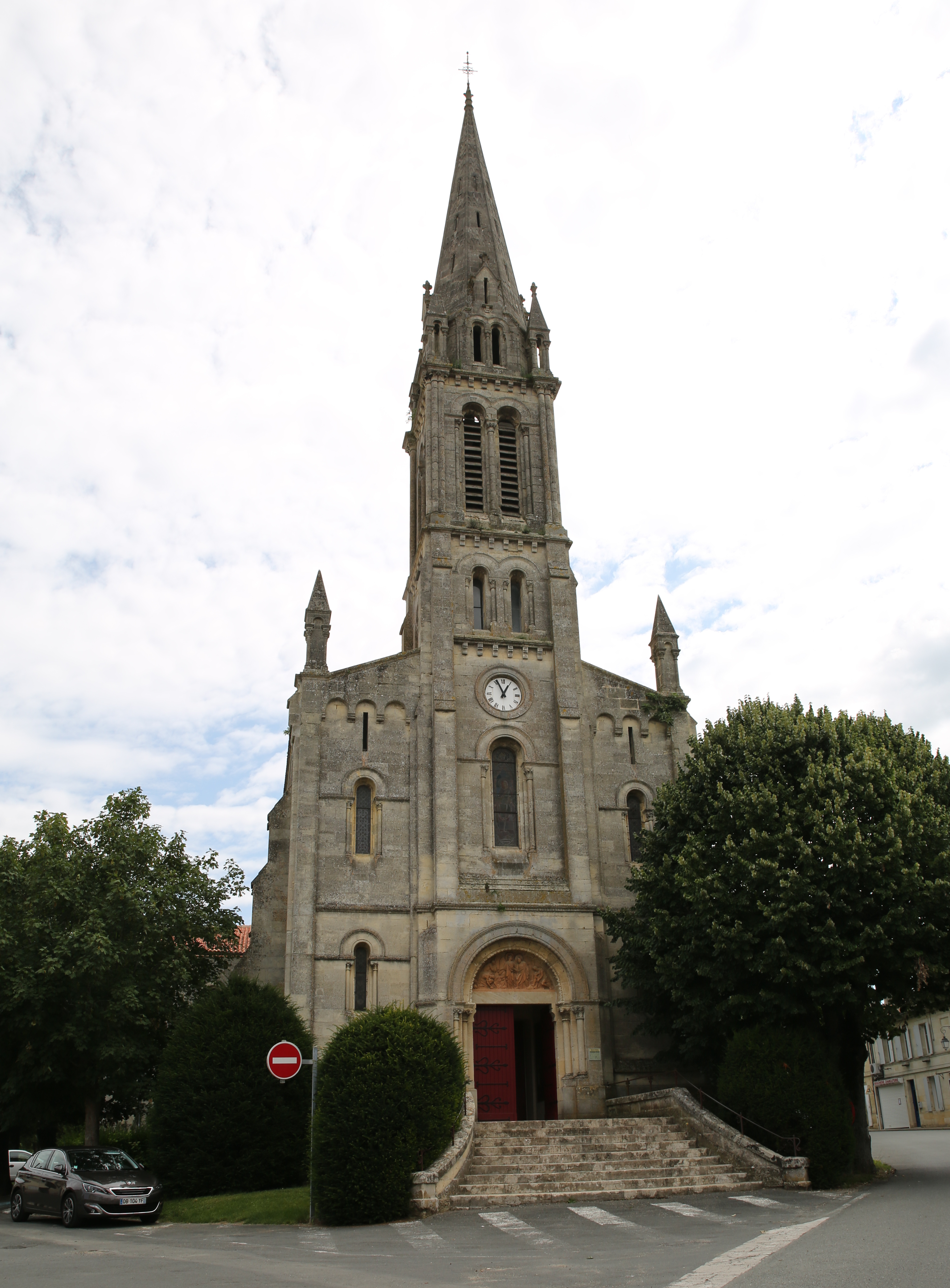
Kirche Saint-Pierre

## Persönlichkeiten
- Raymond Quinsac Monvoisin (1790–1870), Maler
- Clémentine-Hélène Dufau (1869–1937), Malerin

## Gemeindepartnerschaften
Quinsac hat Steinenbronn in Baden-Württemberg (seit 1966), Le Rœulx in Belgien (seit 1962) und Polla in Italien (seit 2009) als Partnergemeinden.